# Перелік ударів по житловій забудові під час російського вторгнення (квітень 2023)
Удари по житловій забудові України під час російсько-української війни — воєнний злочин, скоєний російськими військовими під час повномасштабного військового вторгнення в Україну.
У переліку подано інформацію про удари по житловій та громадській забудові яка була опублікована у відкритих джерелах. Подано інформацію про атаки протягом квітня 2023 року.

## Загальна інформація
Згідно моніторингової місії ООН з прав людини в Україні відомо про 189 загиблих цивільних українців протягом квітня 2023 року.

### Руйнування населених пунктів прилеглих до лінії зіткнення
У населених пунктах які знаходяться біля лінії бойового зіткнення, постійно відбуваються обстріли житлової та іншої цивільної забудови (у тому числі медичних установ, навчальних закладів, комерційної забудови). Впродовж квітня 2023 року, обстріли відбувалися вздовж прикордонних громад Чернігівщини, Сумщини, та Харківщини, а також громад Запорізької, Дніпропетровської, Херсонської та Миколаївської областей із використанням ракет, безпілотників, мінометів, артилерії, реактивних систем залпового вогню, вогнем бронетехніки та стрілецької зброї.
Вздовж державного кордону:
- У Чернігівській області — Корюківська, Новгород-Сіверська, Семенівська, Сновська громади.
- У Сумській області — Білопільська, Великописарівська, Глухівська, Краснопільська, Миропільська, Новослобідська, Путивльська, Хотінська, Юнаківська громади.
- У Харківській області — Вільхуватська, Вовчанська, Дворічанська, Дергачівська, Золочівська, Липецька громади

Між тимчасово окупованою територією:
- У Харківській області — Борівська, Дворічанська, Ізюмська, Кіндрашівська, Куп'янська, Курилівська, Оскільська, Петропавлівська громади
- У Луганській області — Красноріченська, Лисичанська громади
- У Донецькій області — Званівська, Сіверська громади
- У Запорізькій області —
- У Херсонській області —
- У Миколаївській області —

## Перелік
Червоним кольором позначені атаки у яких відомо про загибель людей.
| дата і місце | дата і місце                       | тип зброї         | подробиці атаки, жертви (загиблі/поранені)                                         | подробиці атаки, жертви (загиблі/поранені) |
| ------------ | ---------------------------------- | ----------------- | ---------------------------------------------------------------------------------- | ------------------------------------------ |
| 01/04        | Чернігівська обл.                  | артобстріл        | артобстріл території населених пунктів                                             | —                                          |
| 01/04        | Сумська обл.                       | артобстріл        | артобстріл території населених пунктів                                             | —                                          |
| 02/04        | Донецька обл., Костянтинівка       | РСЗВ, С-300       | уражено 16 багатоквартирних будинків, 8 приватних будинків, дитсадок               | 6/11                                       |
| 02/04        | Сумська обл.                       | артобстріл        | пошкодження приватних будинків                                                     | —                                          |
| 02/04        | Донецька обл., Курахове            | С-300             | пошкодження багатоповерхового будиноку, приватних житлових будинків та храму       | —                                          |
| 03/04        | Донецька обл., Авдіївка            | артобстріл        | влучання у автобус                                                                 | 1/0                                        |
| 03/04        | Донецька обл., Часів Яр            | артобстріл        | влучання у житлові будинки                                                         | —                                          |
| 04/04        | Донецька обл., Торське             | артобстріл        | артобстріл території населених пунктів                                             | 1/0                                        |
| 04/04        | Донецька обл., Новоукраїнка        | артобстріл        | артобстріл території населених пунктів                                             | 0/1                                        |
| 04/04        | Донецька обл., Торецьк             | С-300             | пошкоджено 6 житлових будинків, лікарню, будівлю шахти, ТРЦ, адмінбудівлі          | —                                          |
| 04/04        | Донецька обл., Курахове            | РСЗВ              | влучання у лікарню, торгівельний комплекс, об’єкти соціальної інфраструктури       | —                                          |
| 05/04        | Донецька обл., Олексієво-Дружківка | РСЗВ              | обстріл території населеного пункту                                                | 2/4                                        |
| 05/04        | Запорізька обл.                    | авіабомбовий удар | авіабомба яка не здетонувала була виявлена на подвір'я житлового будинку           | —                                          |
| 05/04        | Сумська обл.                       | артобстріл        | внаслідок атаки пошкоджено торговельний заклад                                     | 0/1                                        |
| 05/04        | Сумська обл., Білопілля            | РСЗВ              | артобстріл території населеного пункту                                             | —                                          |
| 05/04        | Харківська обл., Купʼянський р-н   | артобстріл        | артобстріл території населених пунктів                                             | 0/1                                        |
| 06/04        | Запорізька обл., Оріхів            | РСЗВ              | житловий 5-поверховий будинок                                                      | —                                          |
| 06/04        | Запорізька обл., Оріхів            | авіаудар          | обстріл території населених пунктів                                                | —                                          |
| 06/04        | Запорізька обл., Гуляйполе         | авіаудар          | обстріл території населених пунктів                                                | —                                          |
| 07/04        | Харківська обл., Борисівка         | артобстріл        | обстріл території населеного пункту                                                | 1/0                                        |
| 07/04        | Миколаївська обл., Очаків          | артобстріл        | обстріл житлових кварталів                                                         | 0/2                                        |
| 07/04        | Запорізька обл., Оріхів            | авіаудар          | обстріл території населеного пункту                                                | —                                          |
| 07/04        | Херсонська обл., Станіслав         | артобстріл        | житловий будинок                                                                   | 0/3                                        |
| 07/04        | Донецька обл., Костянтинівка       | артобстріл        | пошкоджено чотири приватні будинки                                                 | —                                          |
| 08/04        | Харківська обл., Дергачі           | Х-59              | територія готельно-ресторанного комплексу                                          | —                                          |
| 09/04        | Запоріжжя                          | С-300             | влучання у приватний будинок                                                       | 2/1                                        |
| 09/04        | Донецька обл., Костянтинівка       | С-300             | влучання в об'єкти цивільної інфраструктури                                        | —                                          |
| 11/04        | Херсонська обл., Кардашинка        | ракетний удар     | влучання у приміщення школи                                                        | —                                          |
| 12/04        | Миколаївська обл., Очаків          | РСЗВ              | обстріл території населеного пункту                                                | —                                          |
| 12/04        | Донецька обл., Слов'янськ          | С-300             | влучання у житлові приватні та багатоповерхові будинки, школу, адмінбудівлю        | —                                          |
| 13/04        | Херсонська обл., Зміївка           | авіабомбовий удар | влучання у приміщення школи                                                        | 1/1                                        |
| 14/04        | Донецька обл., Слов'янськ          | С-300             | ракетний удар по Слов'янську 14 квітня 2023 року                                   | 15/24                                      |
| 15/04        | Херсон                             | артобстріл        | артилерійський обстріл Таврійського мікрорайону міста Херсону                      | 2/0                                        |
| 16/04        | Миколаївська обл., Снігурівка      | С-300             | вогонь по території населеного пункту                                              | 2/0                                        |
| 16/04        | Запорізька обл.                    | С-300             | зазнала руйнувань церква                                                           | —                                          |
| 18/04        | Херсон                             | артобстріл        | артилерійський обстріл житлових кварталів                                          | 1/6                                        |
| 18/04        | Харківська обл., Вовчанськ         | авіаудар          | обстріл житлових кварталів                                                         | 0/2                                        |
| 18/04        | Одеська обл.                       | Shahed 136        | влучання по об’єкту громадської інфраструктури                                     | —                                          |
| 20/04        | Донецька обл., Вугледар            | авіабомбовий удар | влучання у житлову багатоповерхівку                                                | —                                          |
| 21/04        | Запоріжжя                          | Shahed 136        | пошкодження приватних будинків                                                     | —                                          |
| 22/04        | Харків                             | С-300             | цивільна інфраструктура, приватні будинки, щонайменше 1 ракета вибухнула у повітрі | —                                          |
| 24/04        | Донецька обл., Краматорськ         | С-300             | цивільна інфраструктура                                                            | —                                          |
| 24/04        | Донецька обл., Слов'янськ          | С-300             | цивільна інфраструктура                                                            | —                                          |
| 25/04        | Харківська обл., Купʼянськ         | С-300             | влучання в приміщення музею                                                        | 1/10                                       |
| 25/04        | Херсонська обл., Кізомис           | авіабомбовий удар | пошкоджено понад 12 житлових будинків і церква та інша цивільна інфраструктура     | —                                          |
| 26/04        | Херсонська обл.                    | авіабомбовий удар | пошкодження цивільних будівель внаслідок детонації трьох авіабомб                  | 0/1                                        |
| 27/04        | Миколаїв                           | Іскандер-К        | обстріл житлових будинків                                                          | 1/23                                       |
| 28/04        | Черкаська обл., Умань              | Х-101             | ракетний удар по Умані                                                             | 23/22                                      |
| 28/04        | Дніпро                             | ракетний удар     | влучання у житлову забудову                                                        | 2/0                                        |
| 29/04        | Дніпропетровська обл., Нікополь    | артобстріл        | влучання у житлові будинки                                                         | 1/2                                        |
| 29/04        | Донецька обл., Краматорськ         | Shahed 136        | влучання або ураження уламками трьох приватних житлових будинків                   | 0/2                                        |